# Vakuumenergi
Vakuumenergi er en underliggende baggrund energi, som eksisterer i rumtiden i hele universet. Denne opførsel dukker op i Heisenbergs ubestemthedsrelation. Men den eksakte effekt af sådanne energistumper, er vanskelig at kvantificere. Vakuumenergi er et specialtilfælde nulpunktsenergi, der relaterer sig til kvantevakuum.
Effekterne af vakuumenergi kan observeres eksperimentelt i forskellige fænomener såsom spontan emission, Casimir-effekten og Lamb-shift.